# Geografija v šoli
Geografija v šoli je slovenska revija za popularizacijo geografije. Leta 1991 jo je začela izdajati Oddelek za geografijo Filozofske fakultete v Ljubljani, kot zbornik prispevkov s 5. Ilešičevih dnevov - osrednjega izobraževanja slovenskih učiteljev geografije. Kasneje je izdajateljstvo prešlo na  Zavod Republike Slovenije za šolstvo.  
Ustanovil jo je dr. Jurij Kunaver in bil njen urednik, po njenem prenosu na zavod za šolstvo je položaj odgovorne urednice prevzela Nevenka Cigler. Od leta 2015 revijo ureja dr. Anton Polšak. Prinaša tako prispevke iz geografske stroke kot didaktične vsebine, vezane na izobraževalno in vzgojno rabo geografije. 